# Xerocomus ferrugineus
Xerocomus ferrugineus (Jacob Christian Schäffer, 1774 ex Carlo Luciano Alessio, 1985) sin. Boletus ferrugineus (Jacob Christian Schäffer 1774) sau Xerocomus spadiceus (Jacob Christian Schäffer, 1774 ex Lucien Quélet, 1888), din încrengătura Basidiomycota în familia Boletaceae și de genul Xerocomus, este o specie de ciuperci comestibile, denumită în popor hrib lânos.  Acest burete coabitează, fiind un simbiont micoriza (formând micorize pe rădăcinile de arbori). În România, Basarabia și Bucovina de Nord se dezvoltă, solitar sau în grupuri mici, preferat prin păduri de conifere, dar și în cele de foioase, în special la margini mușchioase de pădure, pe povârnișuri și poteci ierboase. Timpul apariției este din  (iunie) iulie până toamna târziu, în noiembrie.

## Taxonomie

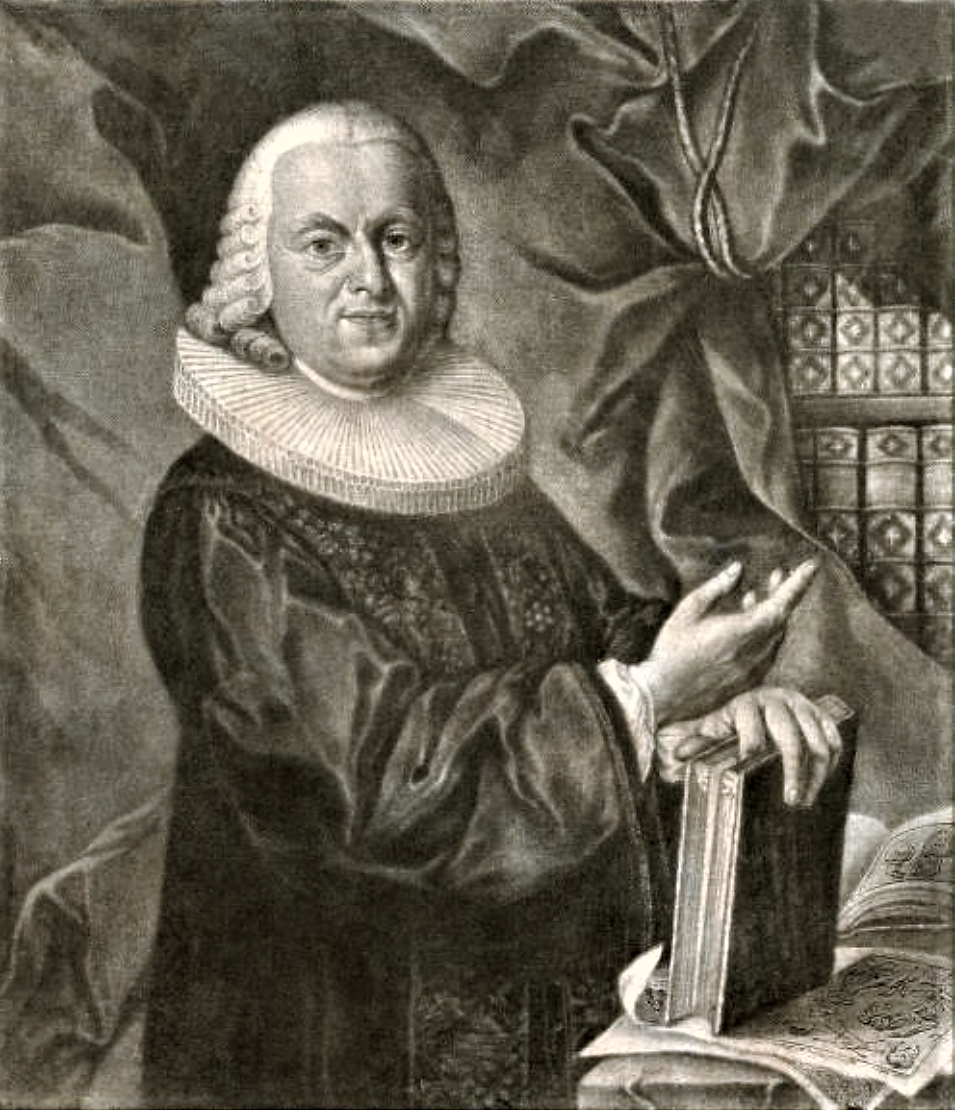
Jacob Christian Schäffer

Istoria denumirii acestei ciuperci este ceva  ambiguă. În urmare este descrisă situația actuală. 
Numele binomial a fost determinat originar drept Boletus ferrugineus de micologul german Jacob Christian Schäffer în volumul 1 al operei sale Fungorum qui in Bavaria et Palatinatu circa Ratisbonam nascuntur Icones din 1762, (și nu ca adesea de citit în volumul 4). Numai un an mai târziu, tot Schäffer a numit specia Boletus spadiceus în volumul 2 al marii sale lucrări, pe care renumitul Elias Magnus Fries a validat-o în 1838 și care a fost preferată pentru un anumit timp. Dar s-a hotărât prima stabilire a lui Schäffer nume curent până în 1985. Atunci, micologul italian Carlo Luciano Alessio (1919-2006) a transferat soiul la genul Xerocomus, ce corespunde și mult mai mult cu aspectul exterior al ciupercii. Dar, această specie, ca și surata ei buza caprei, au fost recent scoase din genul Xerocomus, între altele datorită geneticii precum a structurii cuticulei lor și alocate din nou genului Boletus (2019).
Între timp (2023), specia trebuie să ascultă din nou pe numele generic Xerocomus, determinat de micologul italian Carlo Luciano Alessio în 1985.
Destul de des se încă găsește denumirea Xerocomus spadiceus a micologului francez Lucien Quélet în cărți micologice. Toate celelalte încercări de redenumire sunt valabile sinonim, dar, fiind nefolosite, sunt de neglijat.
Epitetul specific este derivat din cuvântul latin (latină ferruginosus, -a, um=ruginiu, de culoare închisă, negricios),  datorită cuticulei mai închise în relație cu Boletus subtomentosus.

## Descriere

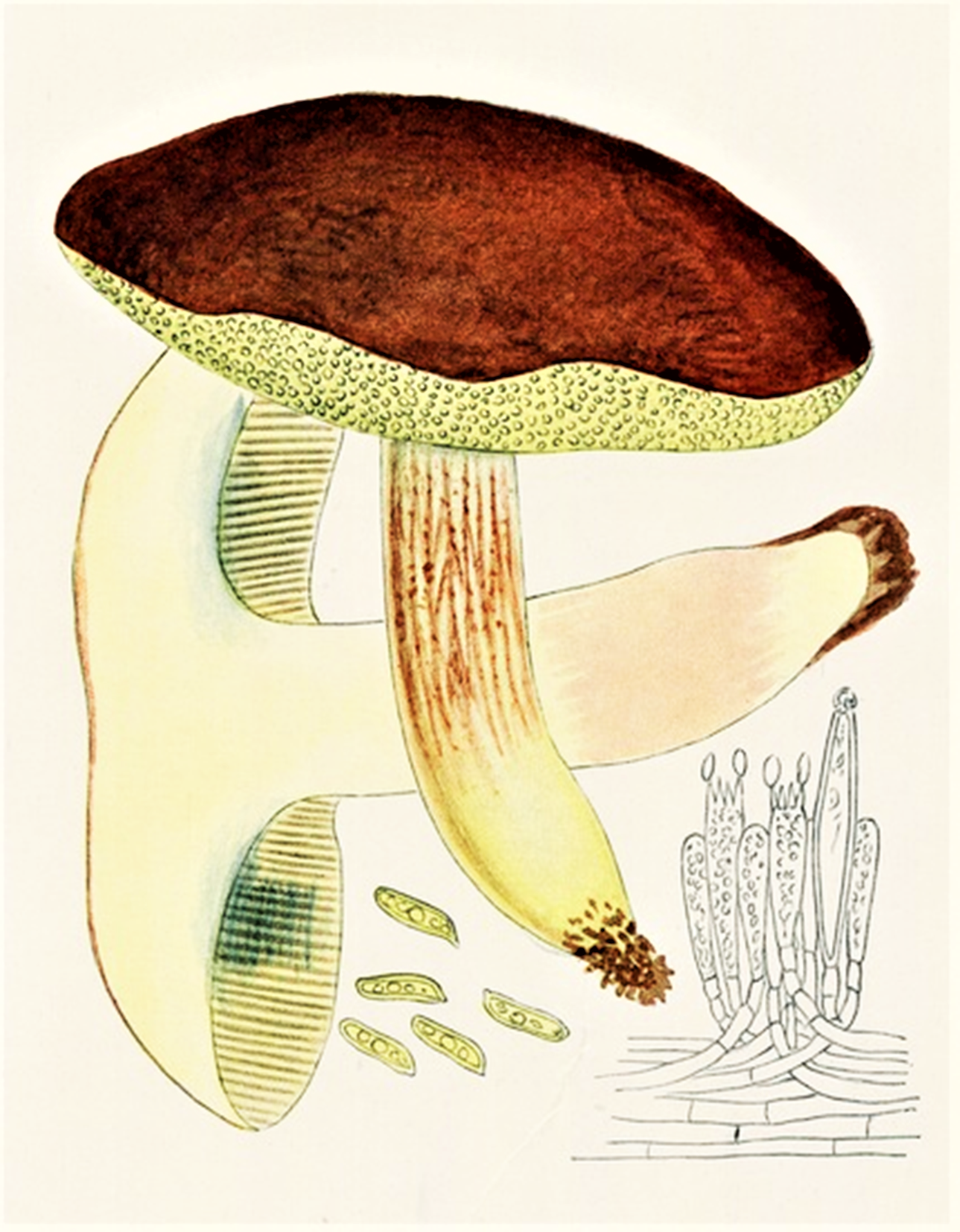
Bres.: Boletus ferrugineus

- Pălăria: are un diametru de 7-9 (14) cm, este destul de cărnoasă și consistentă, inițial emisferică cu bordura răsfrântă în jos, apoi convexă, în sfârșit aplatizată, nu rar cu marginea îndoită în sus. Cuticula este uscată, catifelat-lânoasă, mai târziu goală, nefiind brăzdată de crăpături. Coloritul poate fi ocru-ruginiu, dar este predominant gri-brun până brun.
- Tuburile: sunt de dimensiuni diferite, aderente la picior și ușor de îndepărtat, la început viu galbene, devenind apoi mai închise și bombate.
- Porii: mici și unghiulari sunt la început galbeni, în vârstă pătați ruginiu. Nu se decolorează sub presiune.
- Piciorul: are o înălțime de 5-8 cm și o lățime de 1,5-2 cm, este neted, cilindric, slab îndoit, plin, îngroșat spre bază, arătând acolo un miceliu bazal gălbui. Coloritul gălbui pe exterior prezintă adesea o rețea incompletă longitudinală sau caneluri de culoare maronie până brun-roșiatică, de observat mai clar în partea de sus. Toată tija pare să fie uneori încrețită.
- Carnea: este destul de tare în tinerețe, devenind apoi moale și de culoare albicios-gălbuie, în picior spre bază clar galbenă, iar sub cuticulă deseori brun-roșcată. În cazul tăierii se decolorează albăstrui palid, dar nu mereu, simțindu-se ceva lipicioasă. Mirosul este slab de ciuperci și plăcut amărui, iar gustul savuros. Specia este deseori năpădită de mucegaiul Apiocrea chrysosperma. la fel ca și Xerocomellus chrysenteron.[4][5]
- Caracteristici microscopice: Sporii sunt gălbui, netezi, alungit elipsoidali în formă de migdale, cu mai multe picături în interior, măsurând 10-14 x 4,5-5,5 microni. Pulberea lor este brun-măslinie. Basidiile clavate cu 2-4 sterigme fiecare au o mărime de 30-35 x 9-11 microni, iar cistidele (elemente sterile situate în stratul himenal sau printre celulele din pielița pălăriei și a piciorului, probabil cu rol de excreție) fusiforme și rare, 55-60 x 10-12 microni, fiind extenuate și netede.[14]
- Reacții chimice: Cuticula se decolorează sub aburi de amoniac albastru până albastru-verzui și cu hidroxid de potasiu verde-albăstrui.[15][16]

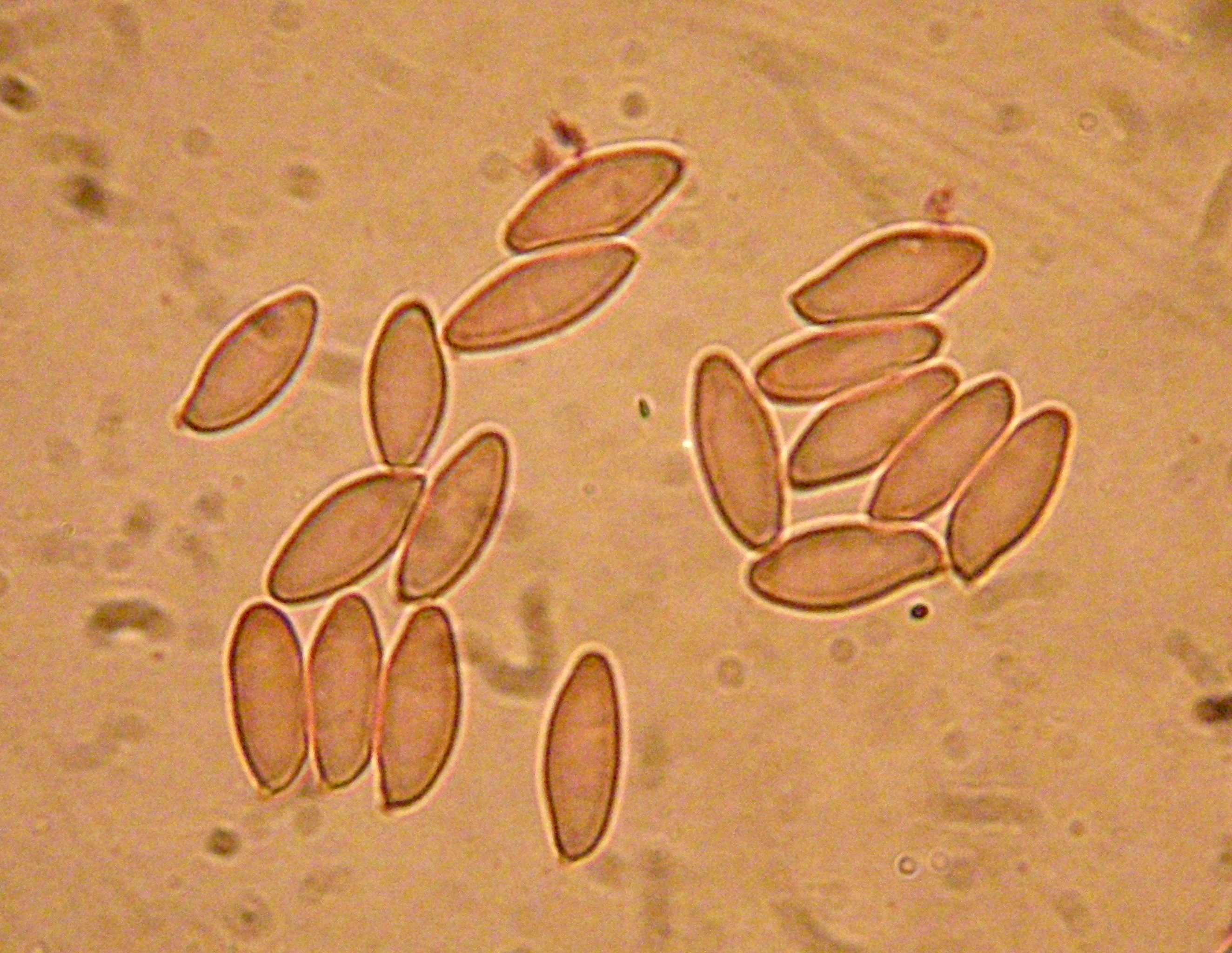
B. ferrugineus, spori
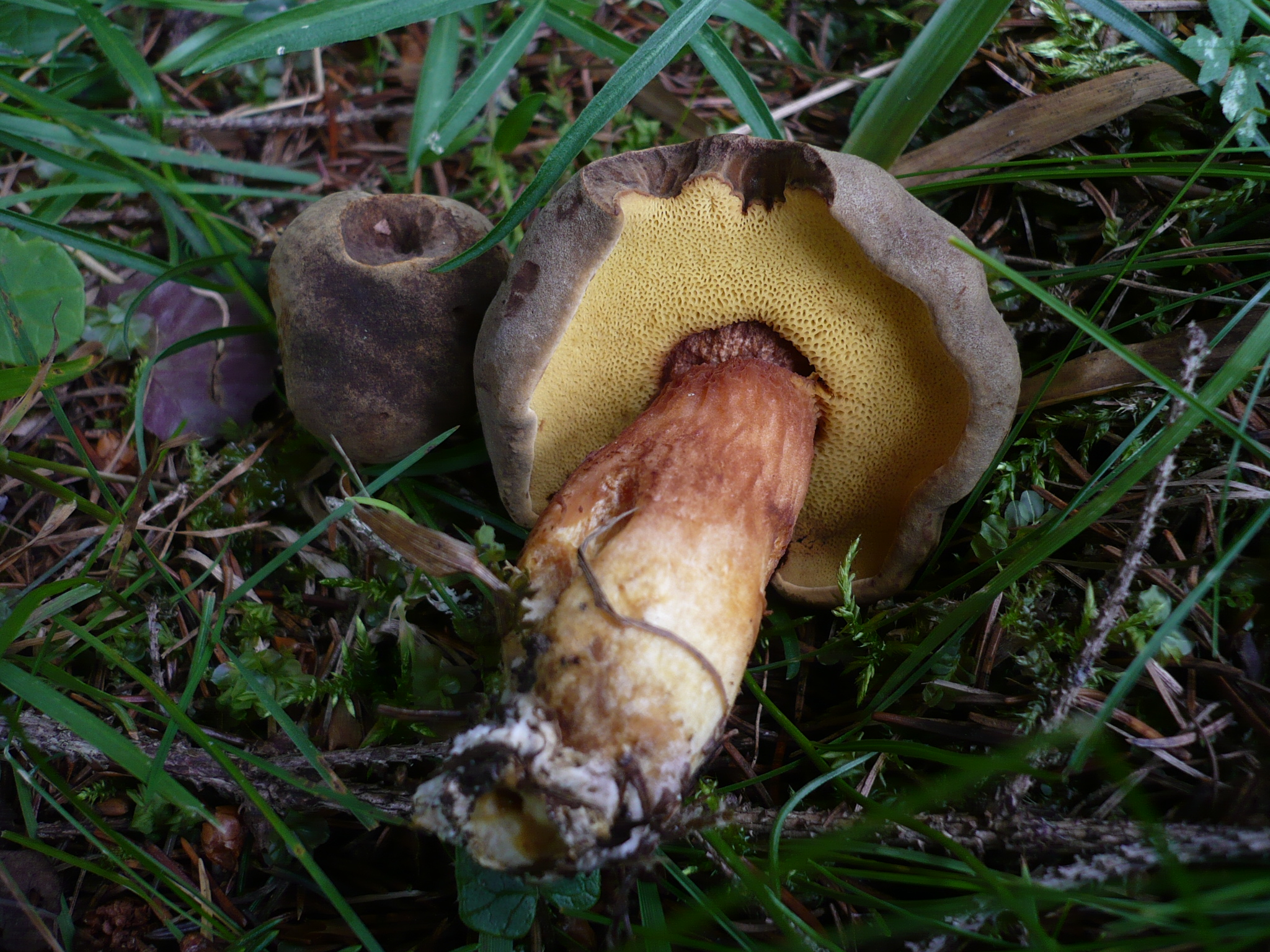
B. ferrugineus, pori și picior
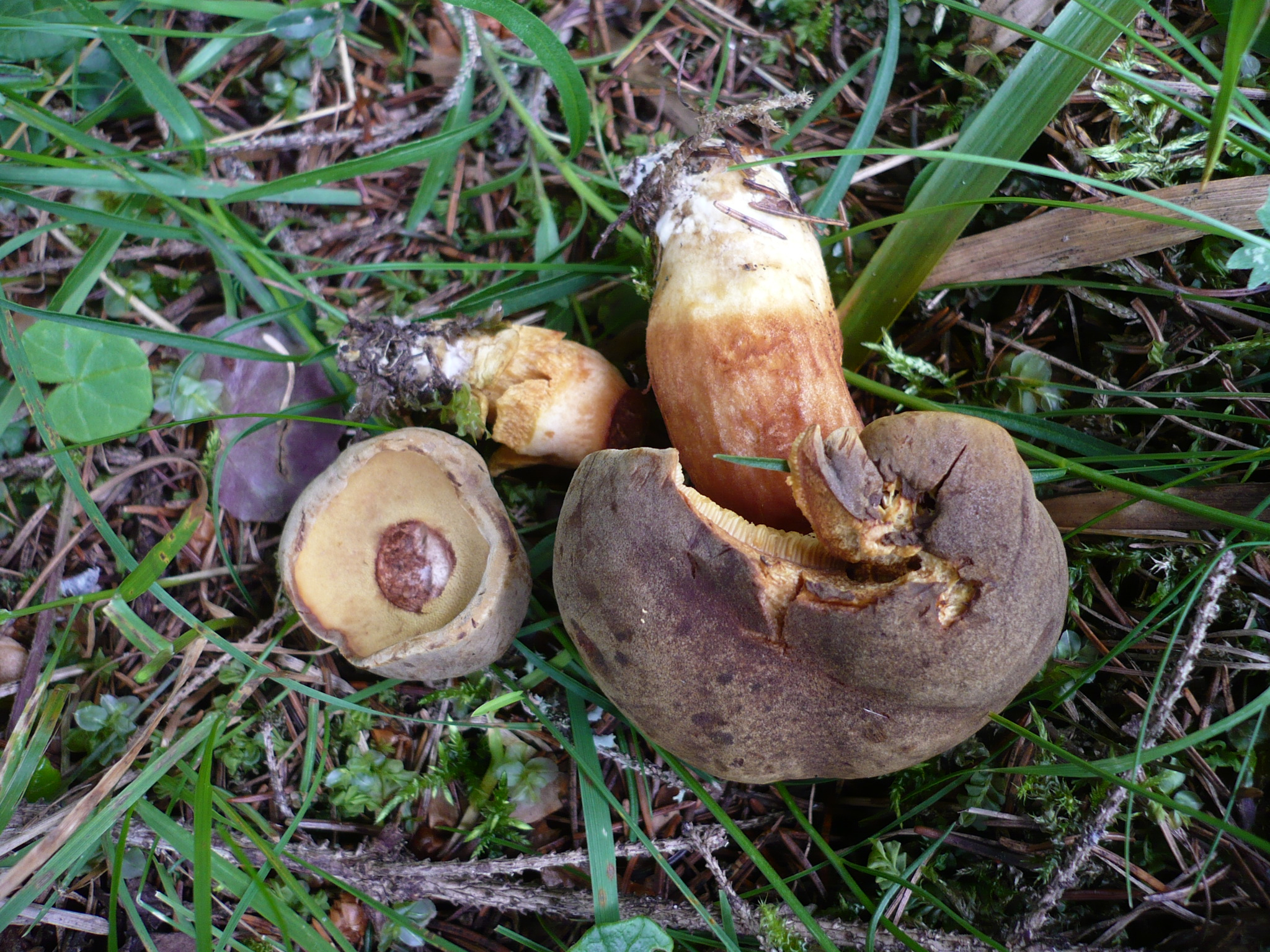
tânăr și matur
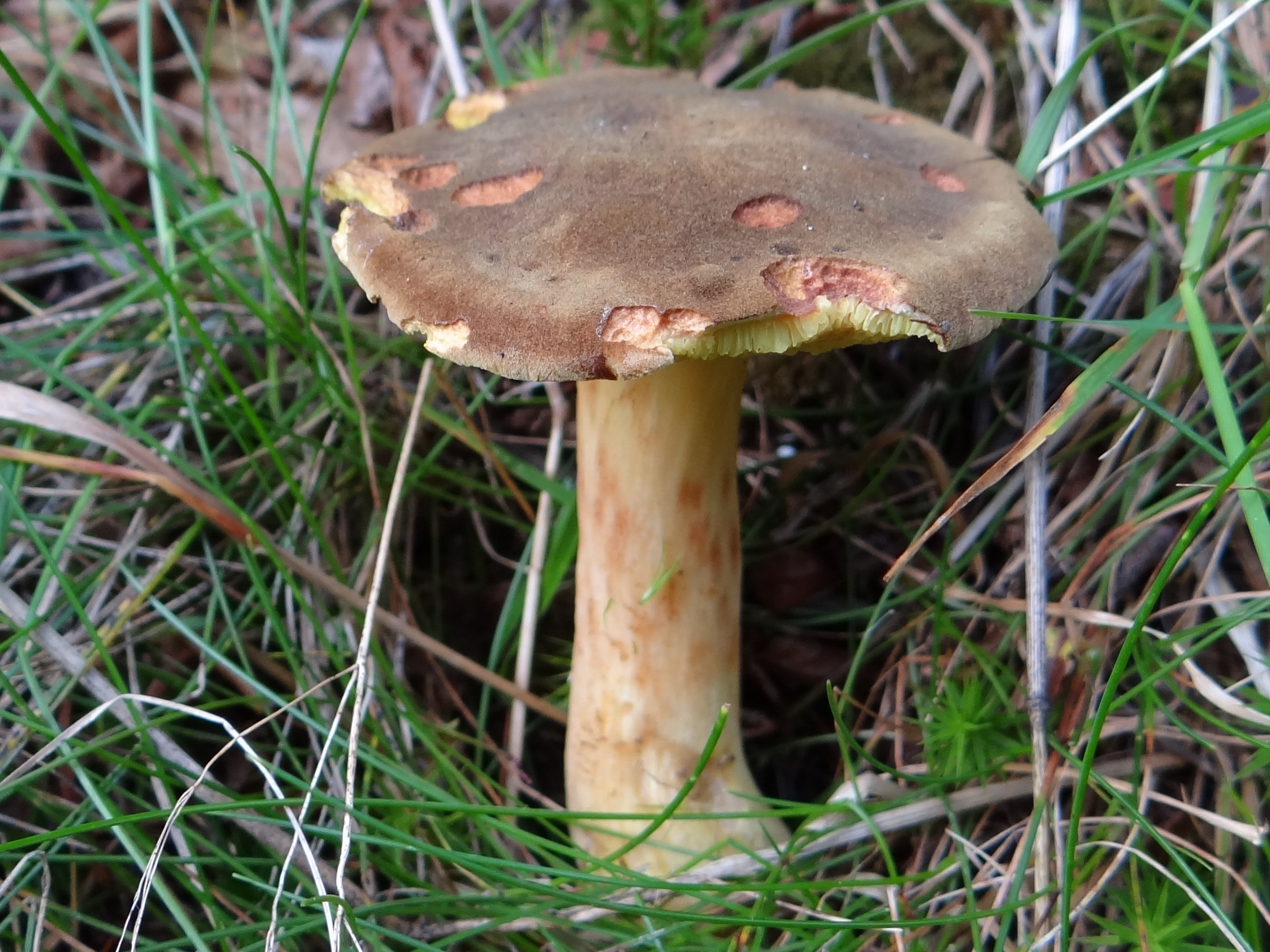
B. ferrugineus mai bătrân

## Confuzii
Buretele poate fi confundat numai cu specii comestibile, în primul rând cu surata lui Boletus subtomentosus, dar, de asemenea cu Aureoboletus moravicus sin. Xerocomus moravicus, Boletus badius sin. Imleria badia, Chalciporus piperatus, sin. Boletus piperatus, Buchwaldoboletus lignicola sin. Pulveroboletus lignicola, Gyrodon lividus, Gyroporus castaneus, Leccinum crocipodium, Pseudoboletus parasiticus, Suillus bovinus, Suillus cavipes, Suillus granulatus, Suillus plorans, Suillus viscidus comestibil, (se dezvoltă sub larici), Xerocomellus chrysenteron sin. Boletus chrysenteron, Xerocomellus porosporus sin. Boletus porosporus,
Xerocomellus pruinatus sin. Boletus pruinatus, Xerocomus pruinatus (comestibil), Xerocomellus zelleri sin. Boletus zelleri sau Xerocomellus rubellus.

## Specii asemănătoare în imagini

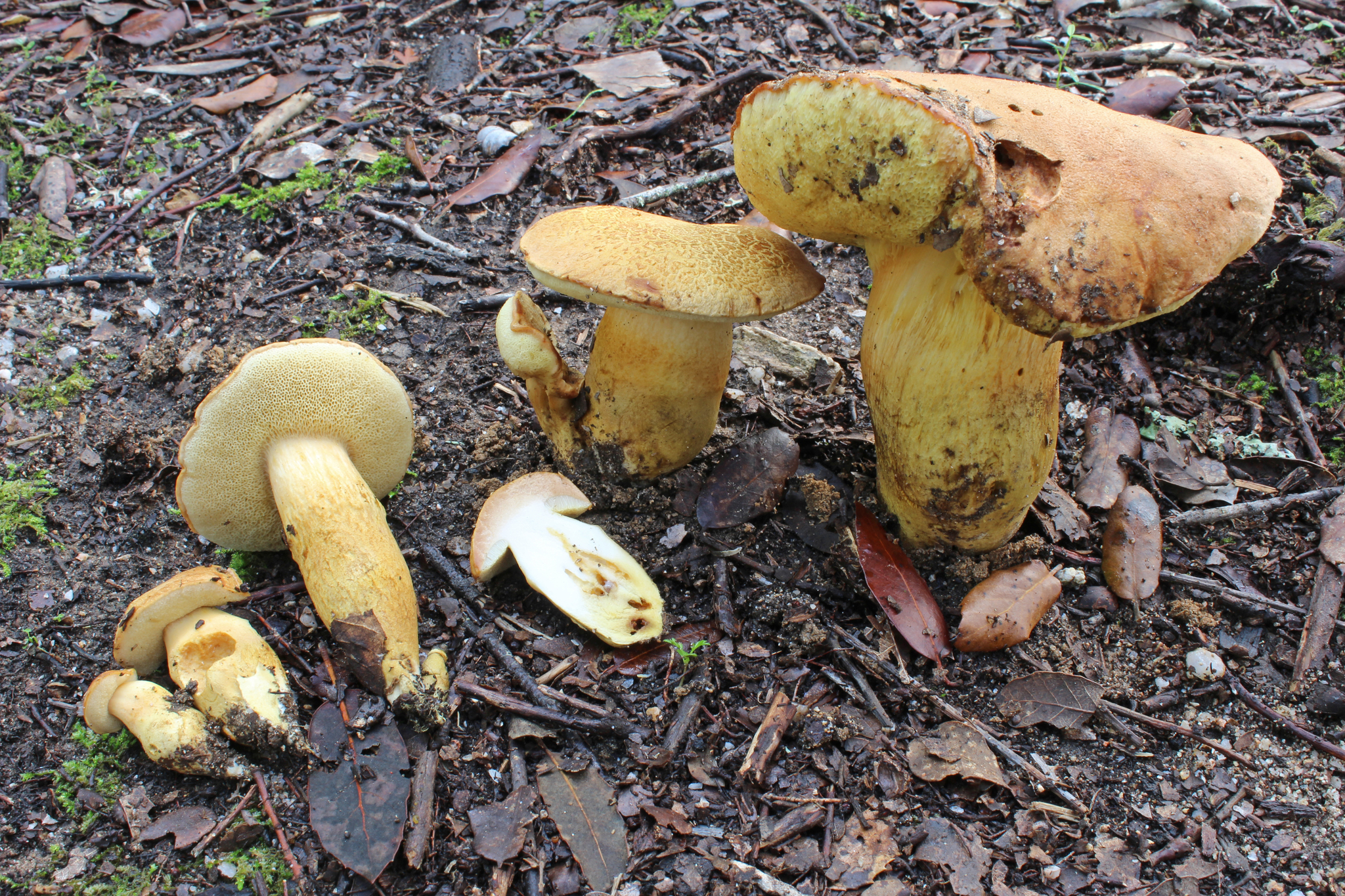
Aureoboletus moravicus sin. Xerocomus moravicus
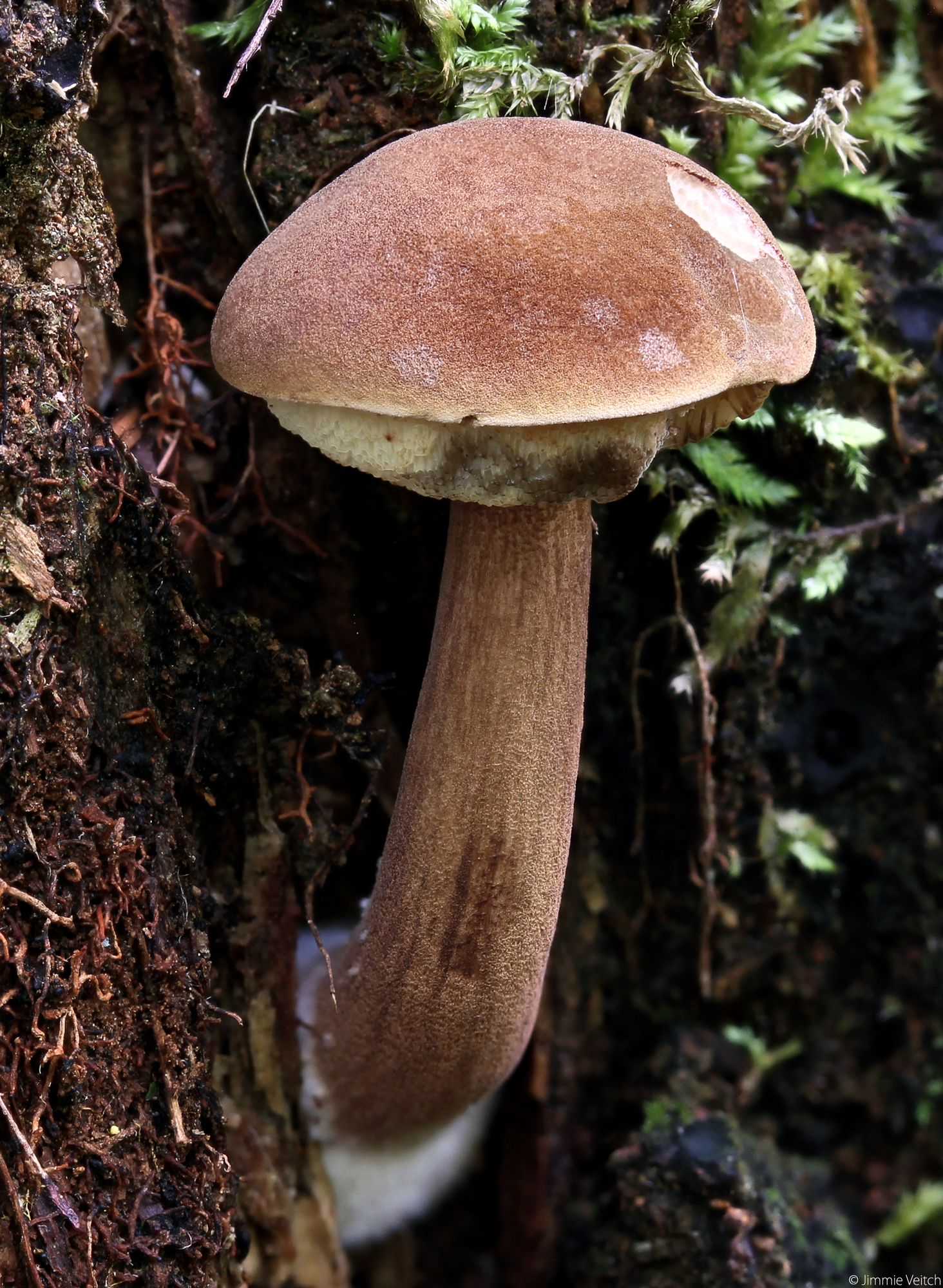
Boletus badius
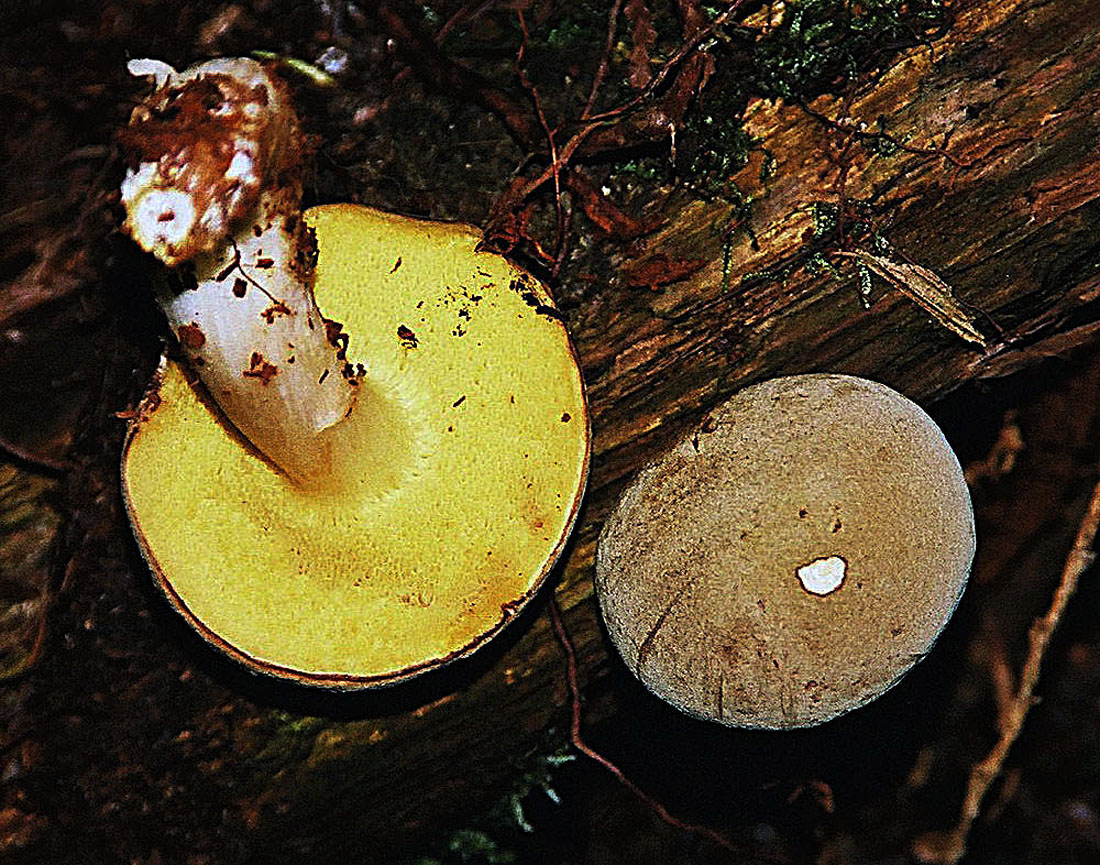
Boletus subtomentosus
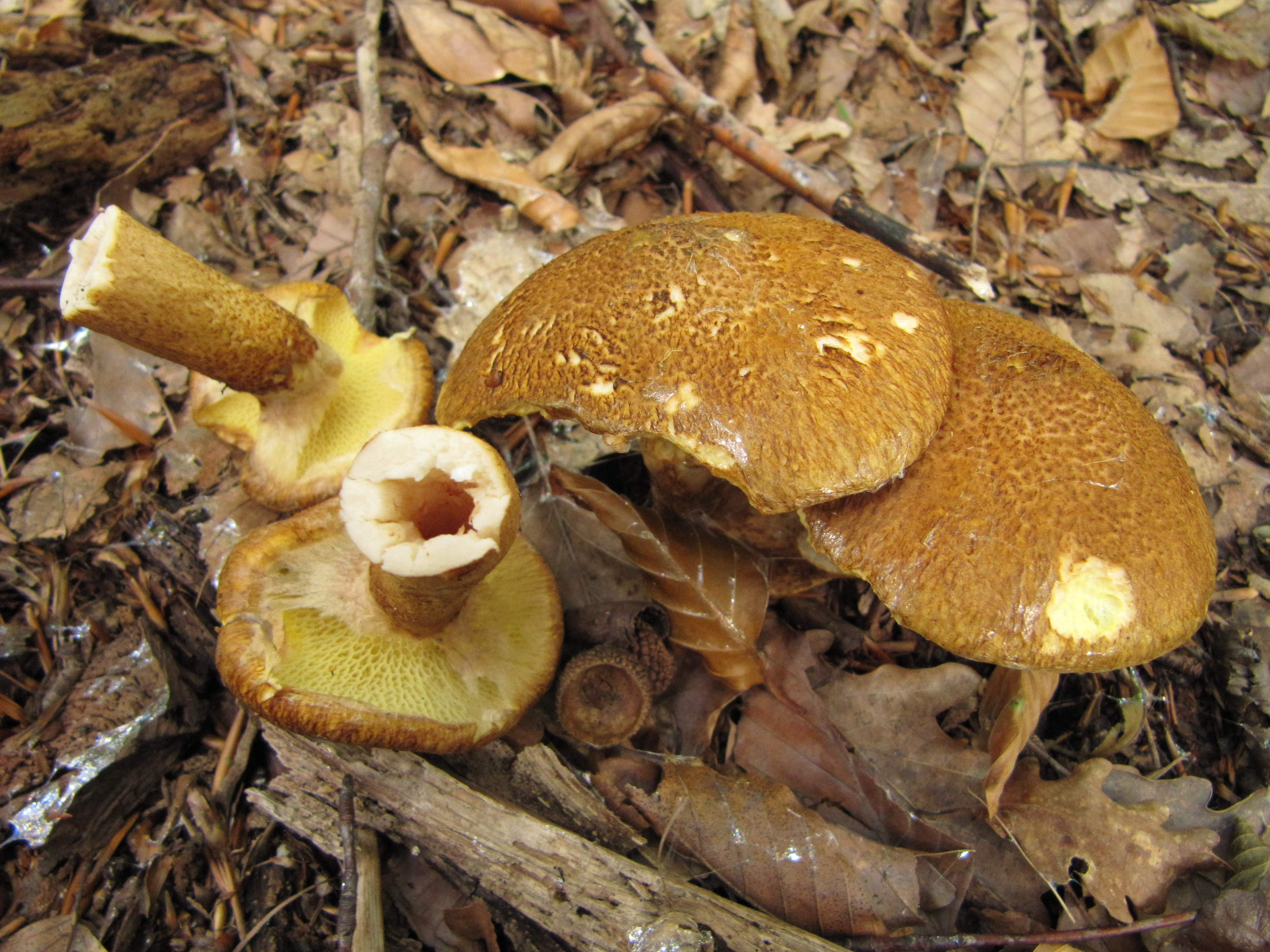
Boletus cavipes
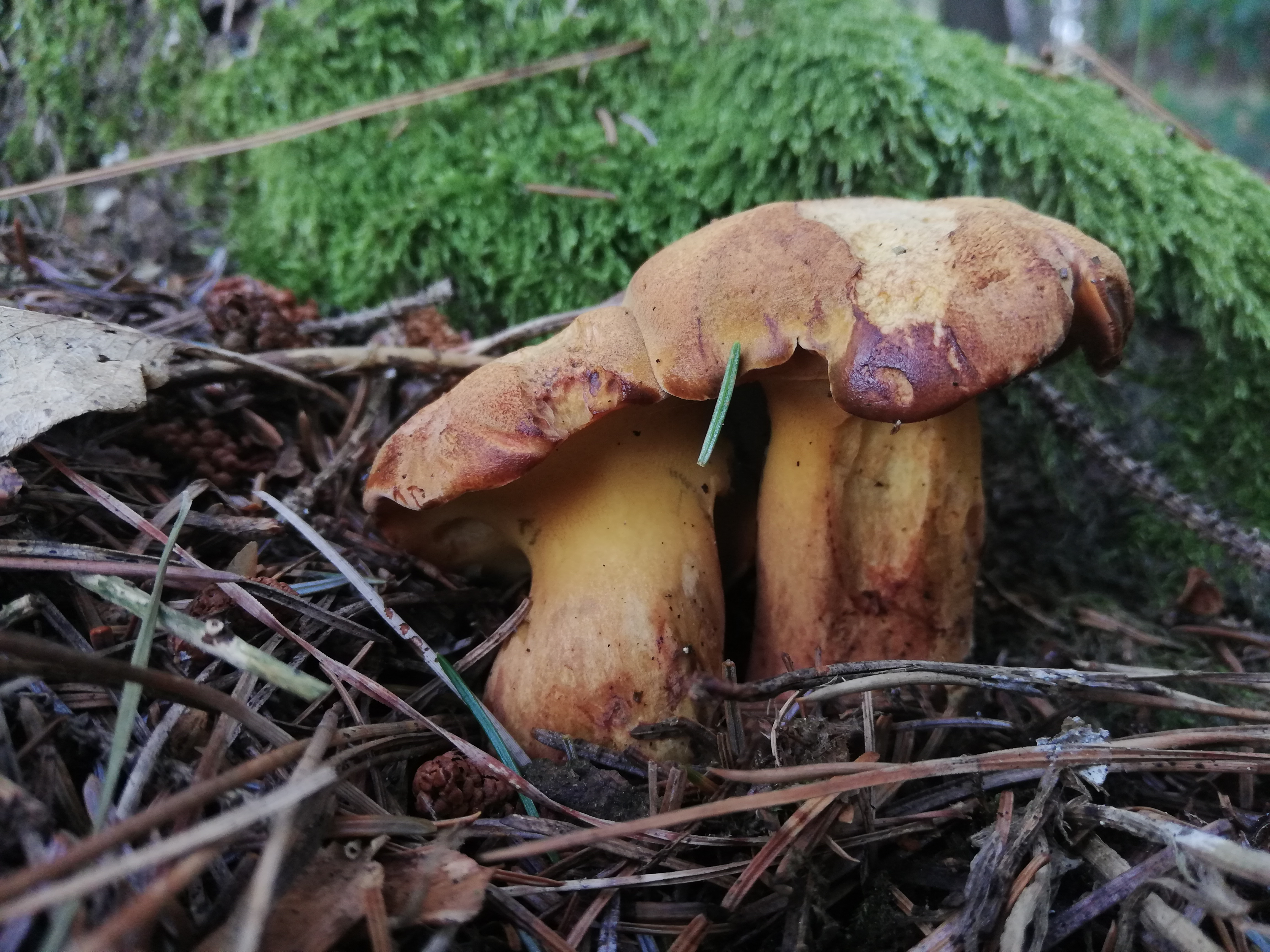
Buchwaldoboletus lignicola
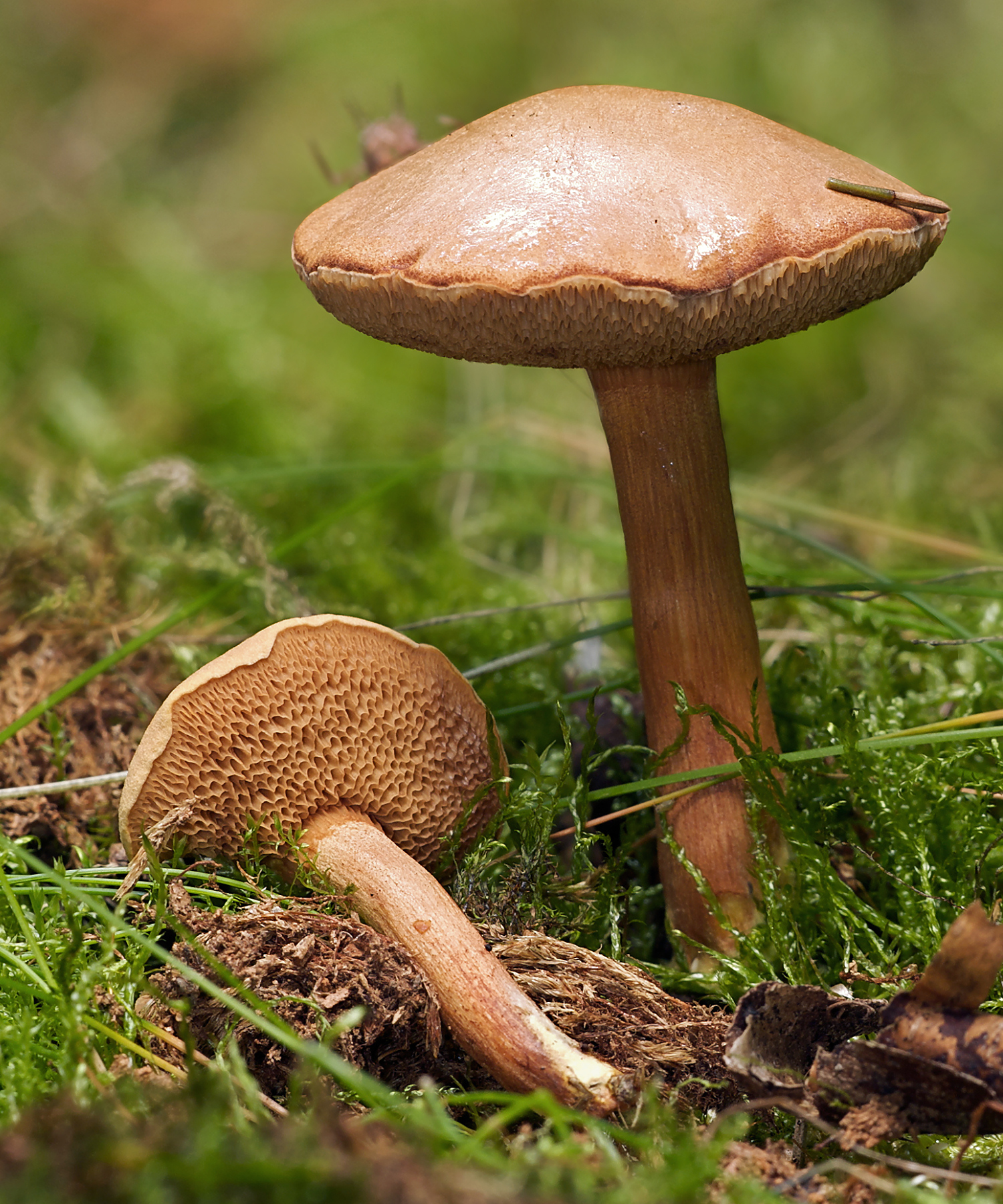
Chalciporus piperatus
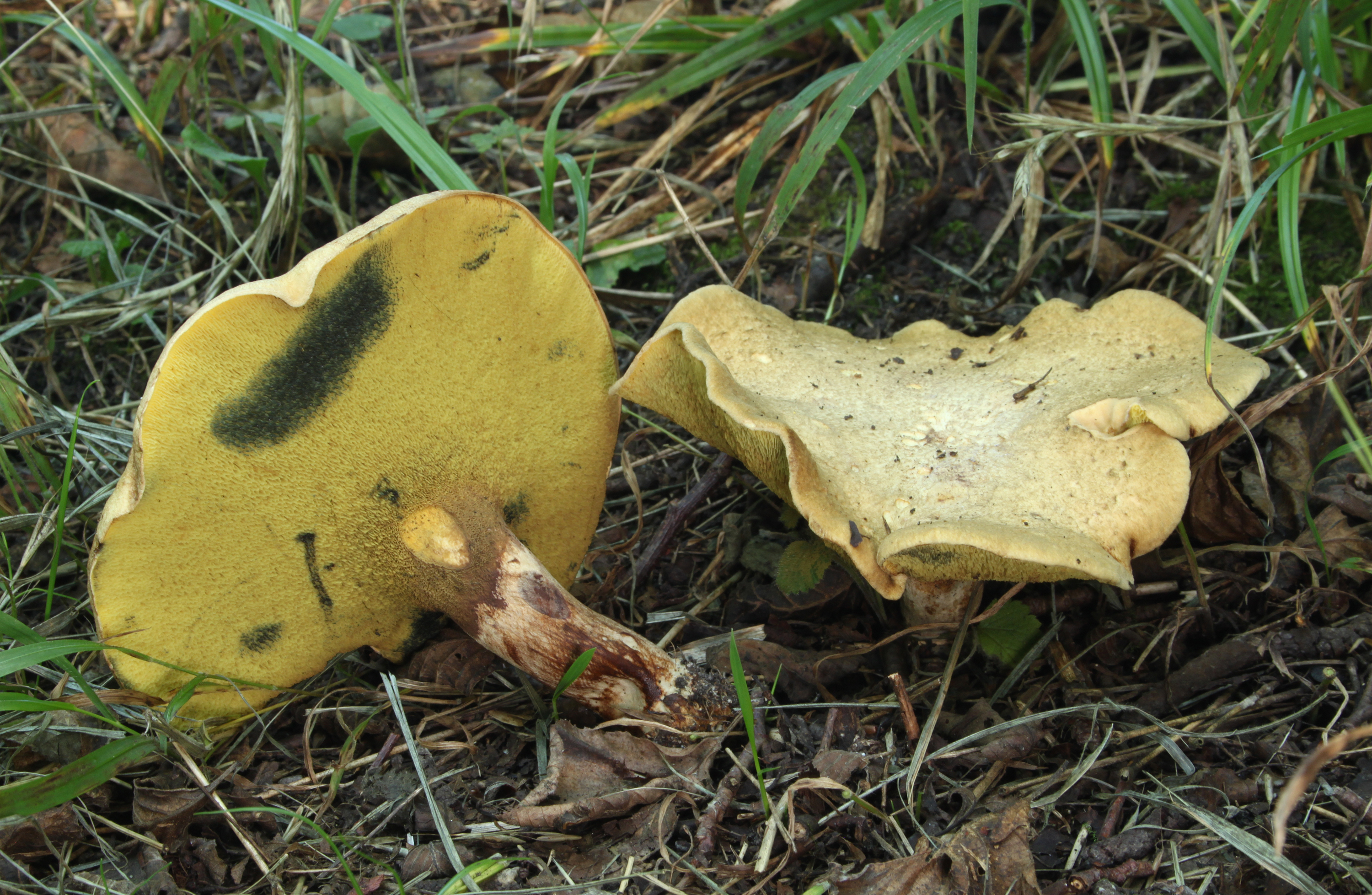
Gyrodon lividus

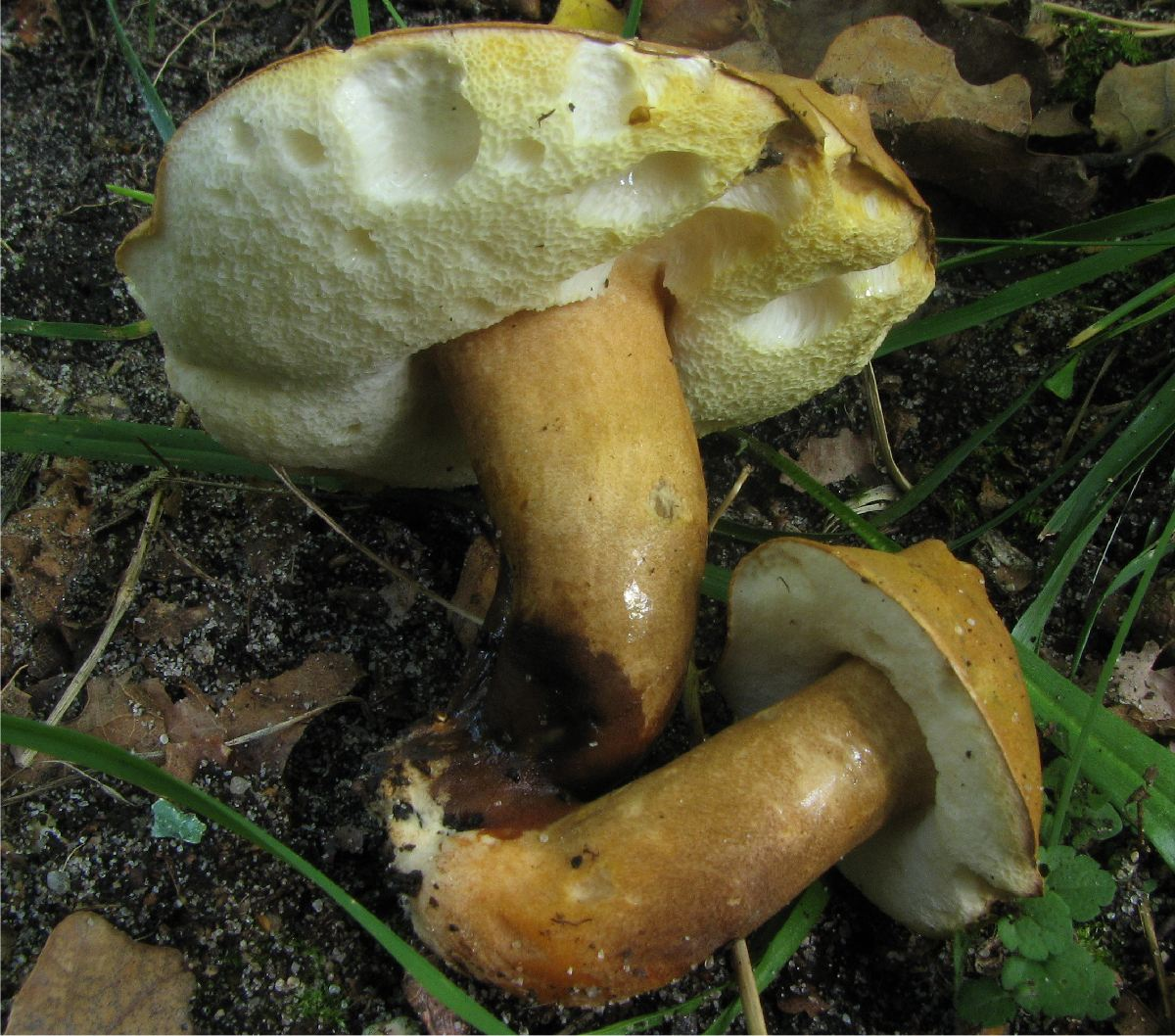
Gyroporus castaneus
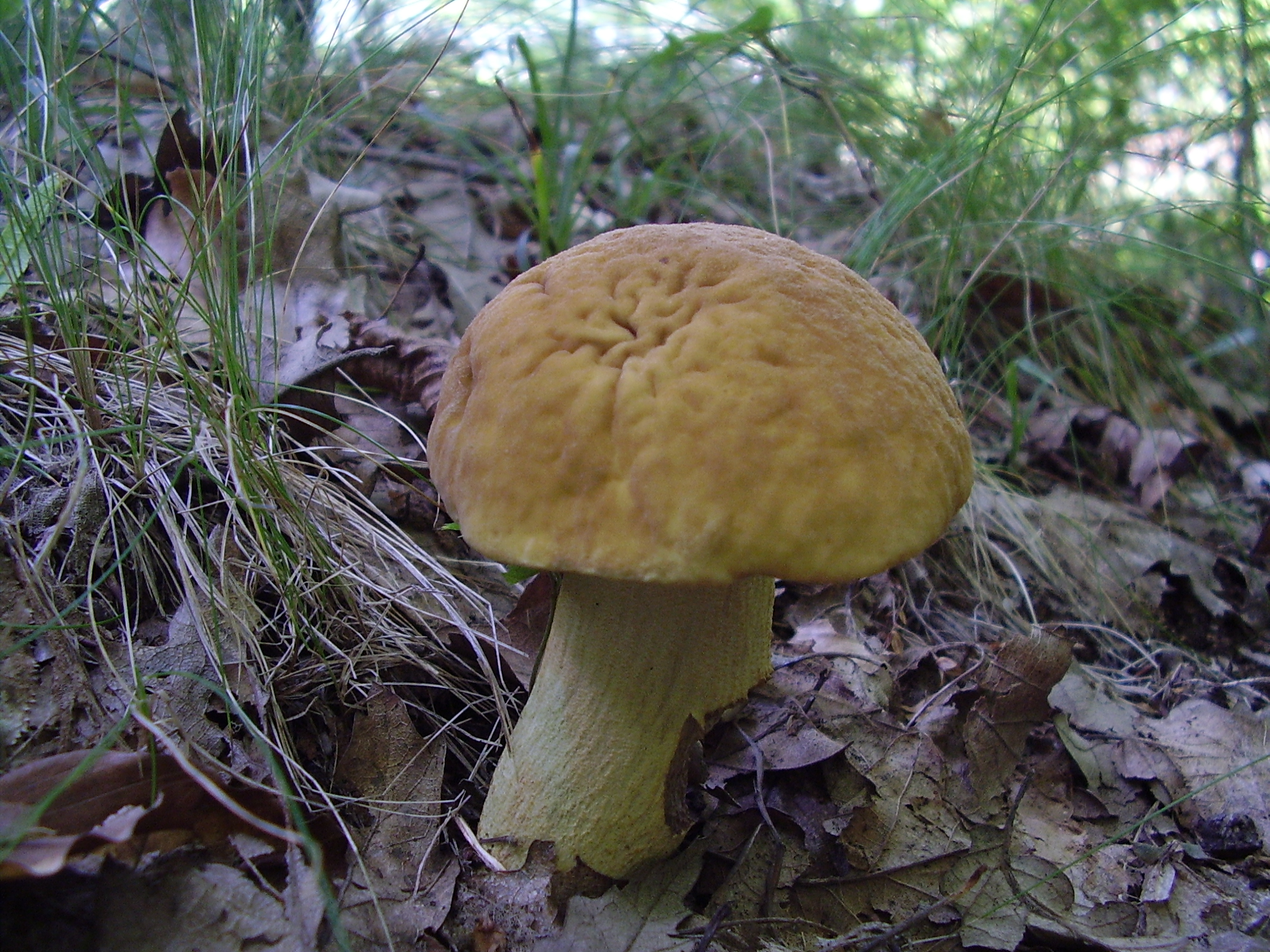
Leccinum crocipodium
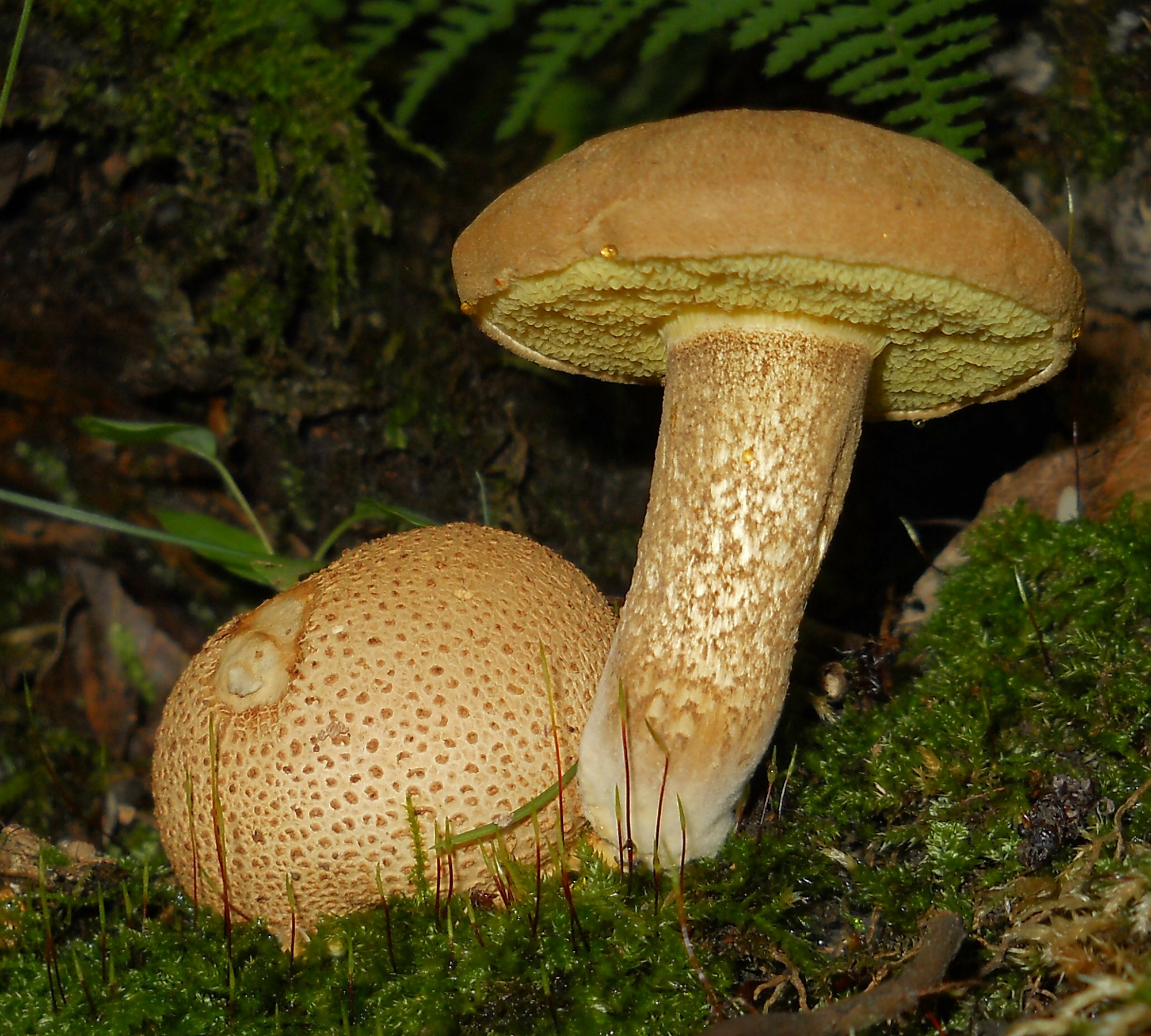
Pseudoboletus parasiticus
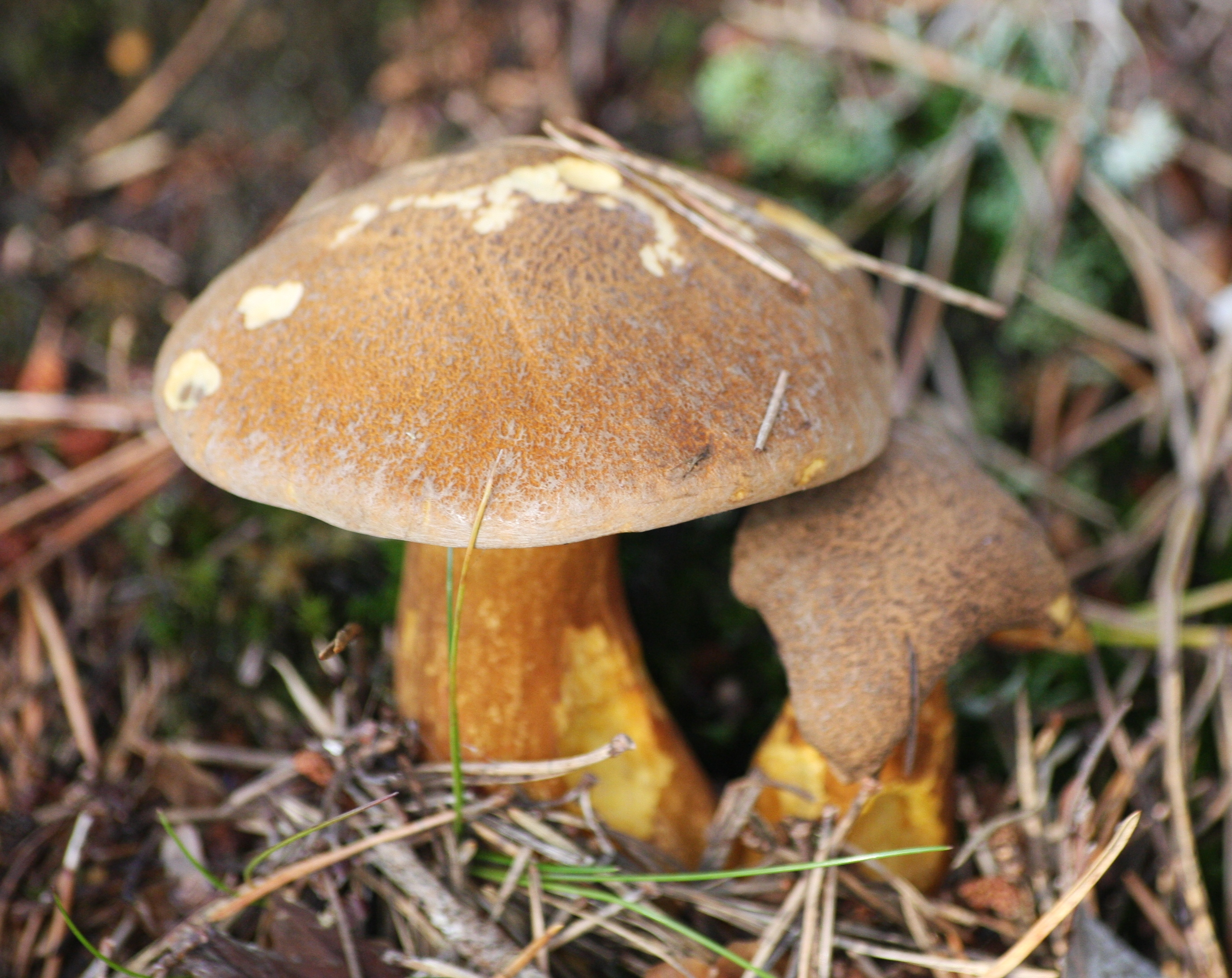
Suillus bovinus
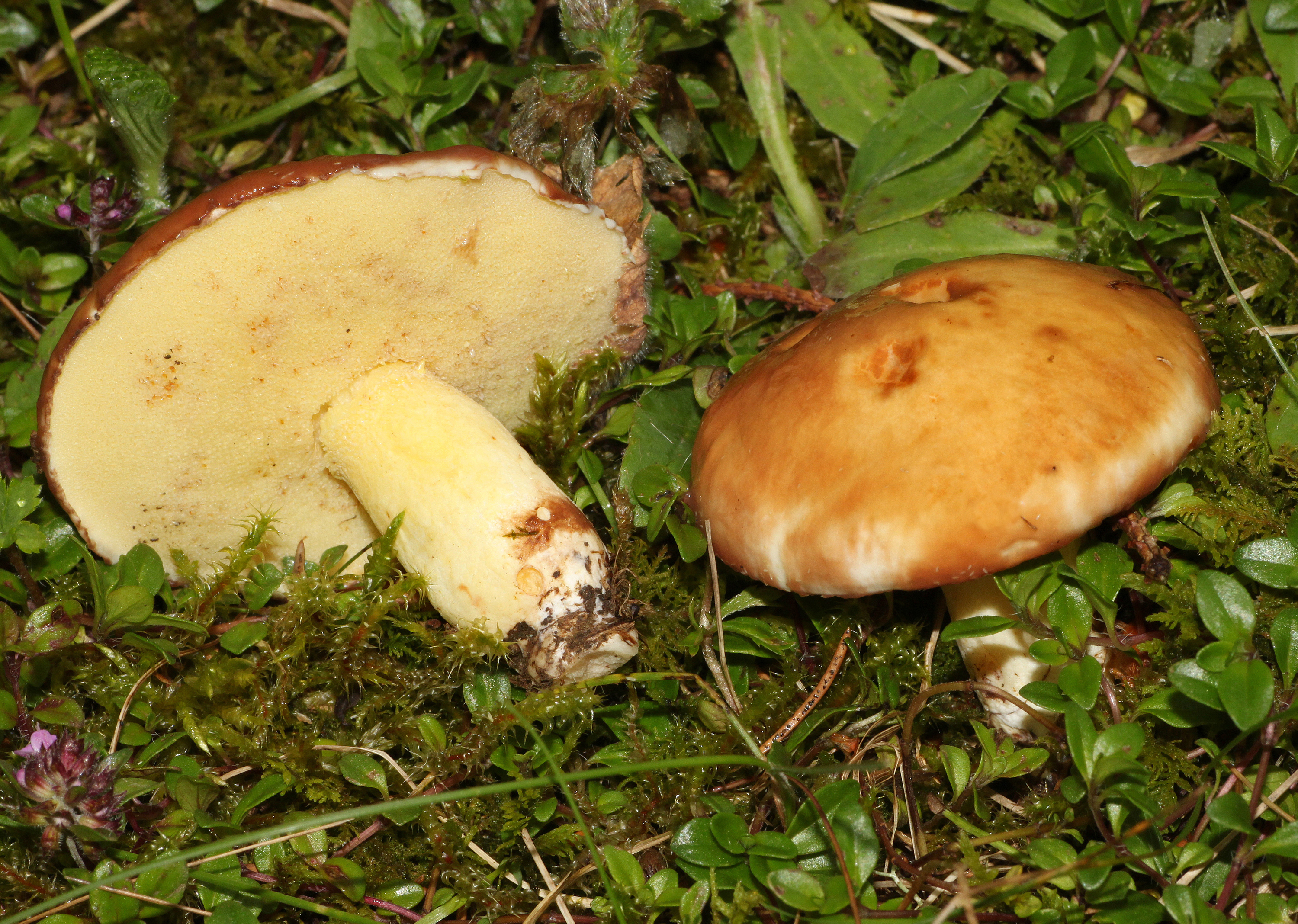
Suillus-granulatus
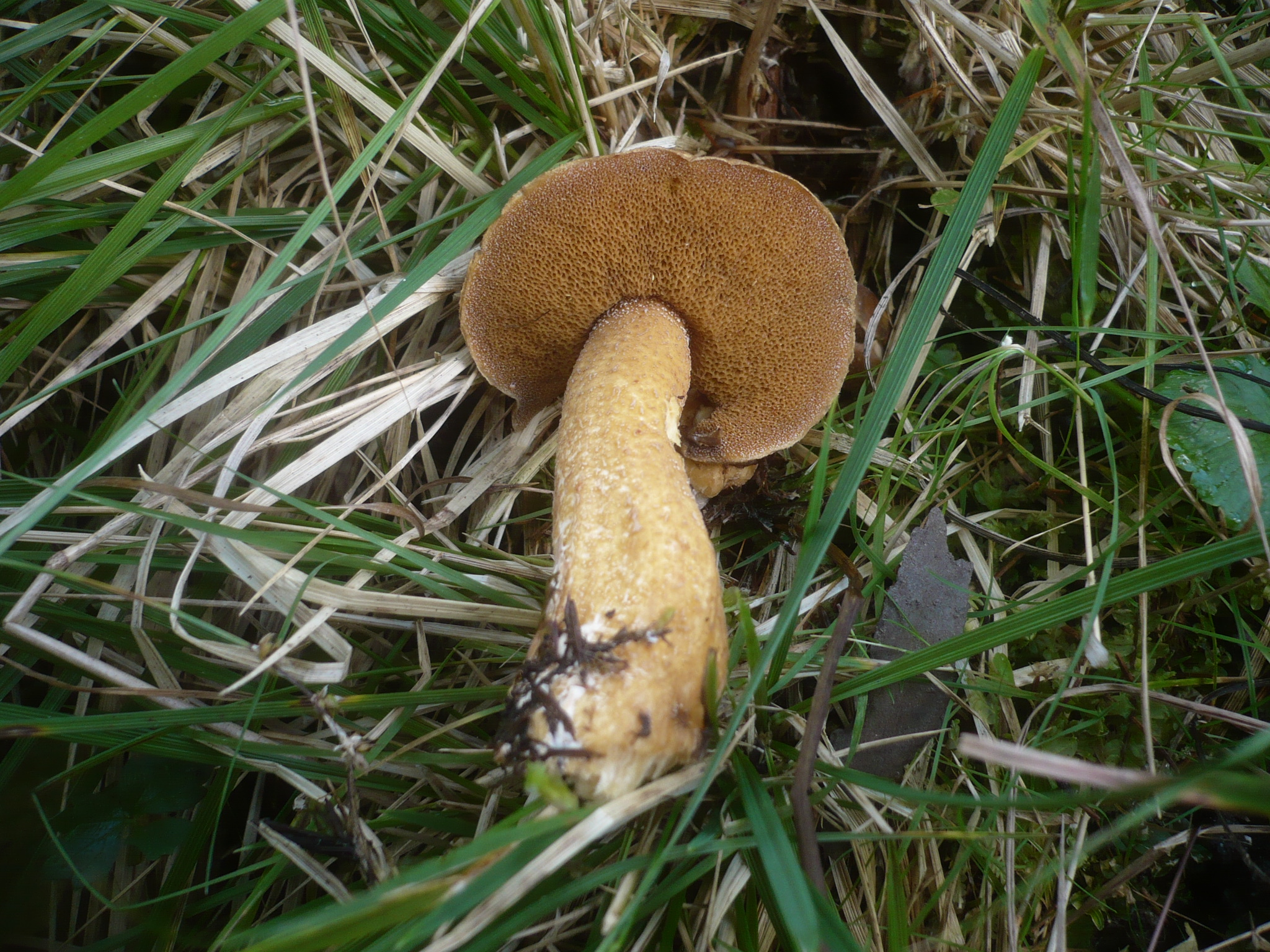
Suillus plorans

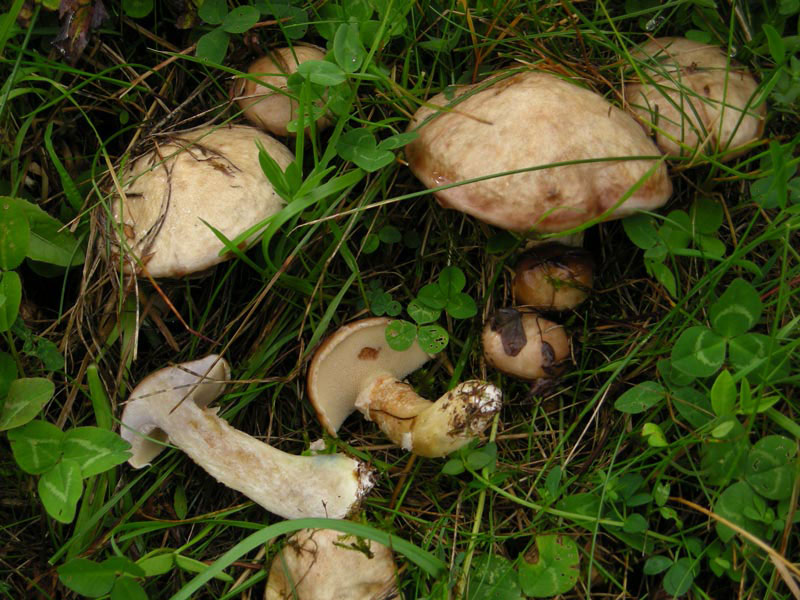
Suillus viscidus
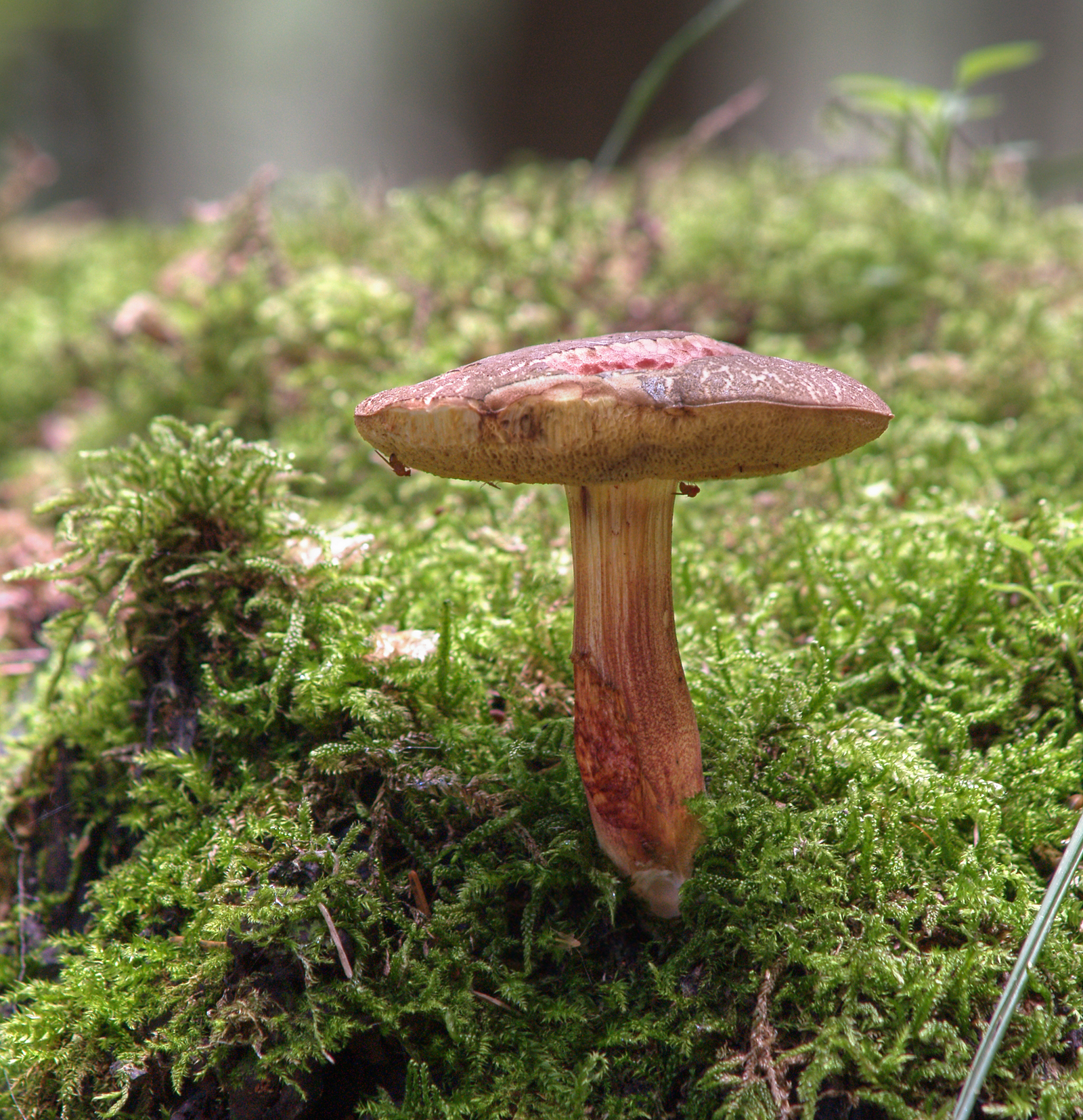
Xerocomellus chrysenteron
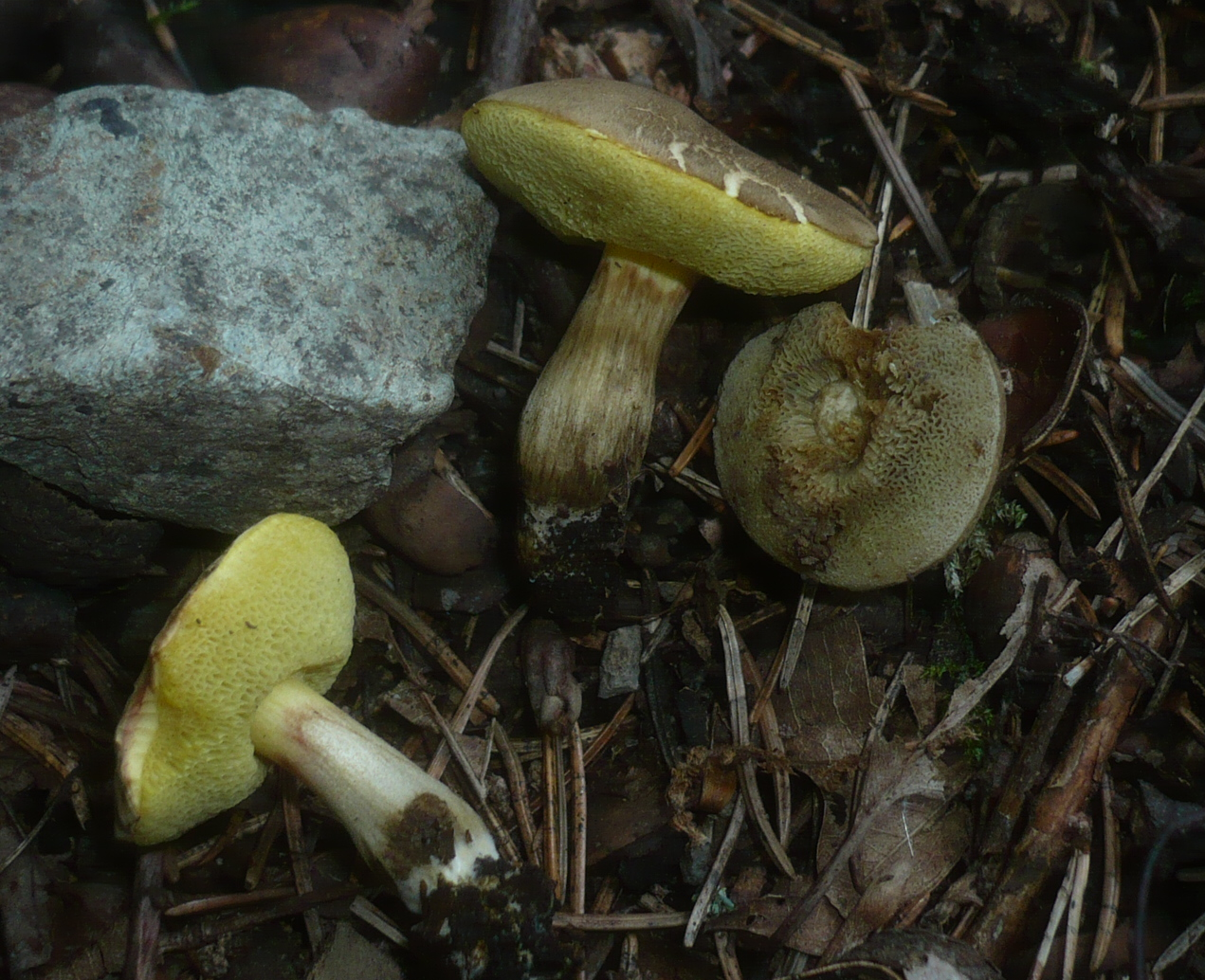
Xerocomellus porosporus
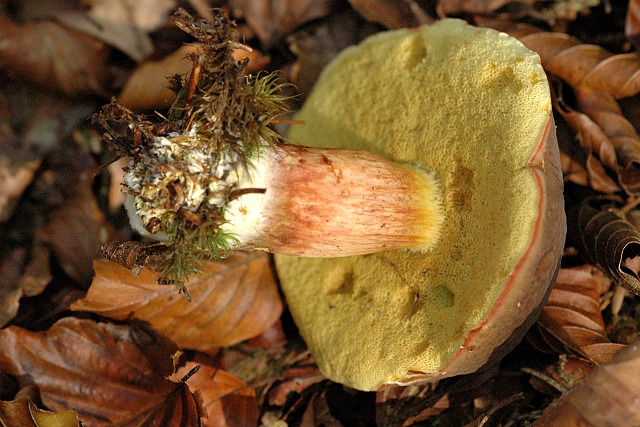
Xerocomellus pruinatus
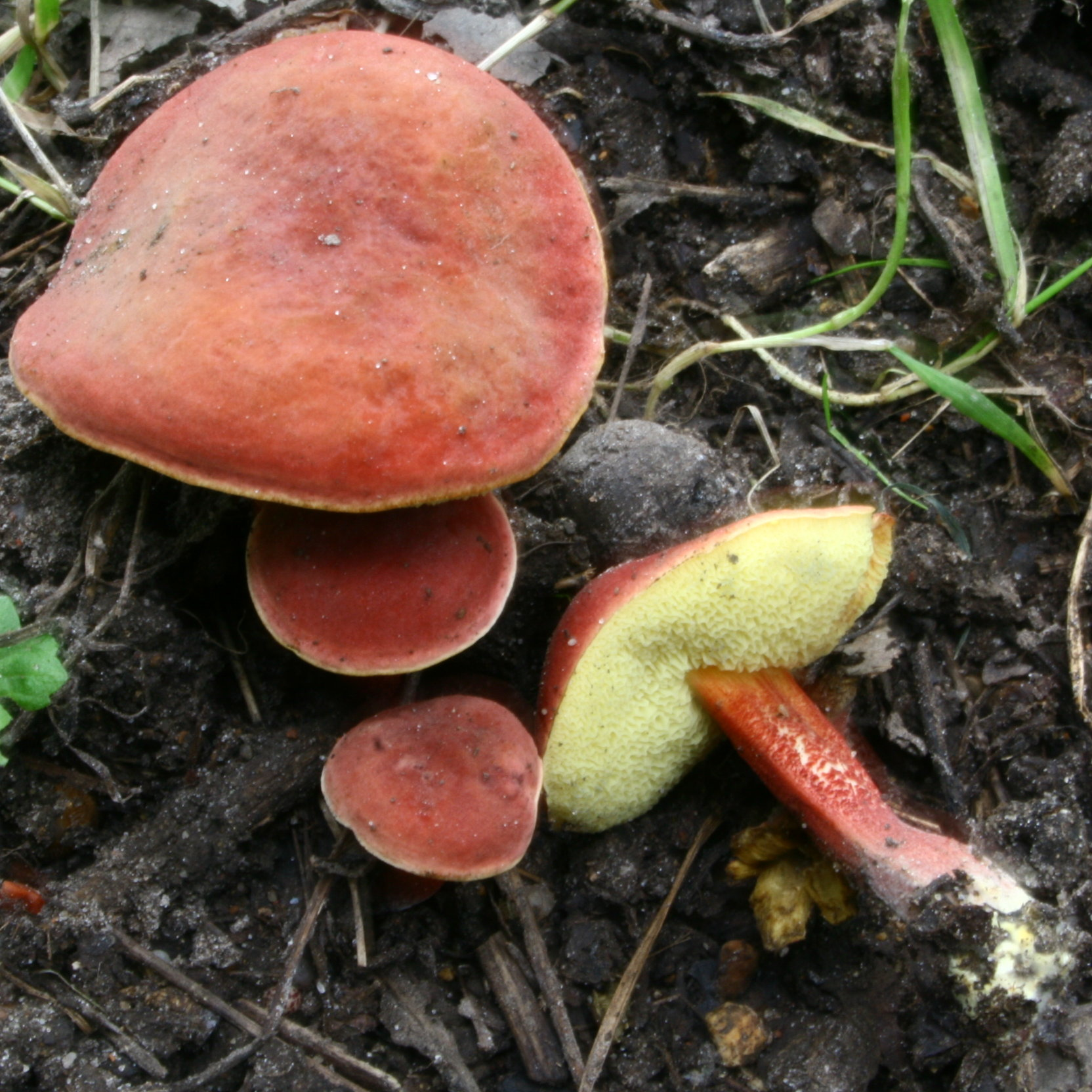
Xerocomellus rubellus
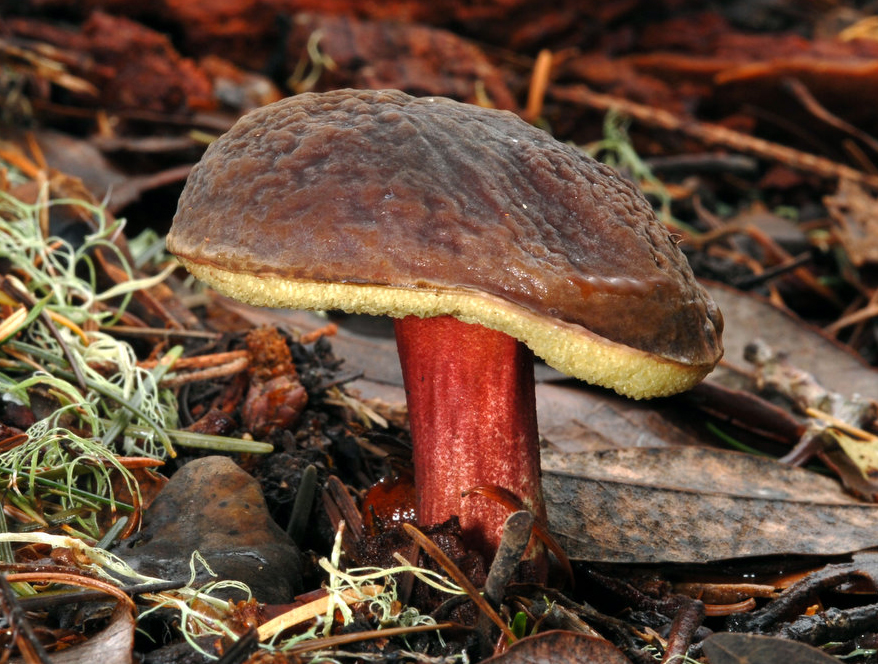
Xerocomellus zelleri

## Valorificare
Acest burete este foarte gustos. El poate fi pregătit în bucătărie ca hribul murg. La exemplare mai bătrâne îndepărtați porii precum piciorul.